# یوهان پففرکورن

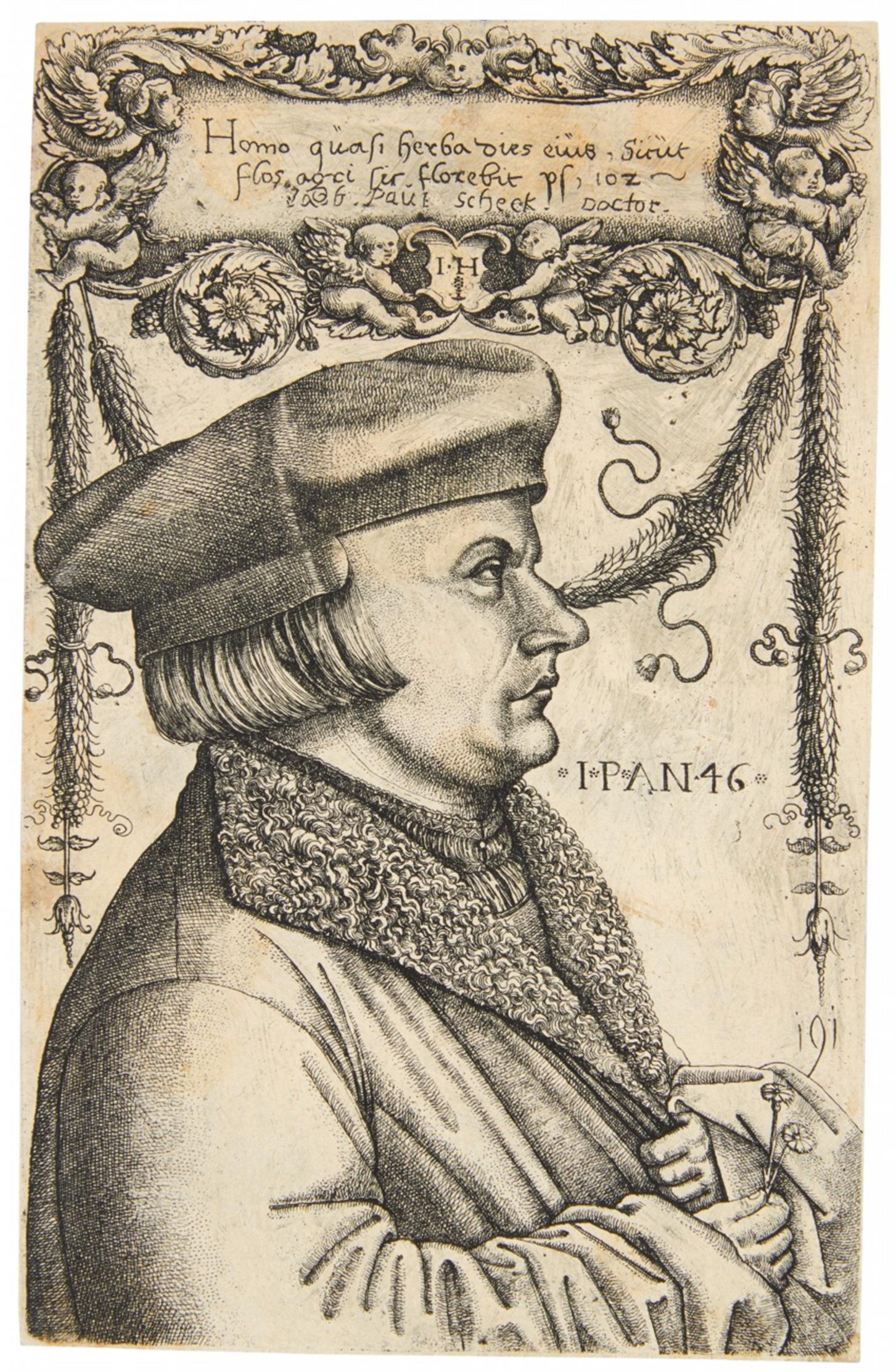
پرتره یوهان پففر کورن

یوهان پففرکورن (انگلیسی: Johannes Pfefferkorn؛ ۱۴۶۹ – ۱۵۲۳) یک کشیش کاتولیک مسیحی بود که در دین یهودیت به دنیا آمده بود. او به شدت علیه یهودیت تبلیغ می‌کرد و تلاش زیادی برای نابودی تلمود کرد.

## زندگی
او در یک خانواده یهودی در نورنبرگ به دنیا آمد. بعد از چندین سال سرگردانی او به کلن رفت. او به دلیل دزدی زندانی شد و در سال ۱۵۰۴ میلادی آزاد شد. او در سال ۱۵۰۵ به همراه خانواده اش به مسیحیت گروید و باپتیزه شد.

## نوشتارهای ضدیهودی
پففرکورن بعد از مسیحی شدن شروع به نوشتن نوشتارهایی در مذمت دین یهودیت کرد و آن را در دشمنی با مسیحیت دانست. در کتاب در جودنسپیگل او نوشت که یهودیان باید رباخواری را کنار گذاشته و برای تأمین زندگی خود کار کنند، به خطبه‌های مسیحی گوش دهند و از کتاب تلمود دوری کنند. او ولیکن با آزار دادن یهودیان برای مسیحی کردن آن‌ها مخالف بود. در کتاب دیگری او خود را دوست یهودیان خواند و ادعا کرد که مایل است مسیحیت را در بین آن‌ها پخش کند. او پیشنهاد کرد که کتاب تلمود به زور از یهودیان گرفته شود. او معتقد بود سه چیز باعث می‌شود که یهودیان مسیحی نشوند :اول، رباخواری، دوم، نشنیدن خطبه‌های مسیحی در کلیسا، سوم، علاقه به کتاب تلمود.
در نوشتارهای بعدی خود او نوشت که یهودیان مایلند تمام مسیحیان را بکشند. او نوشت که وظیفه هر مسیحی اخراج یهودیان از سرزمین‌های مسیحی است. او نوشت که وظیفه مردم گرفتن تمام کتاب‌های یهودی از یهودیان به غیر از کتاب مقدس است. او معتقد بود که فرزندان یهودی باید به زور از والدین خود گرفته شده و به مسیحیان داده شوند تا به دین کاتولیک بزرگ شوند. در مقاله بعدی خود او نوشت که تنها راه راحت شدن از دست یهودیان اخراج یا زندانی کردن آنان است. او نوشت که تمامی نسخ تلمود باید جمع‌آوری شده و سوزانده شوند.

## نابودی کتب یهودی
پففرکورن معتقد بود که کتب یهودی به غیر از کتاب مقدس به شدت با مسیحیت دشمن هستند. او موفق شد حاکمین مختلفی را قانع کند که به او اجازه دهند کتب یهودی به غیر از کتاب مقدس را جمع‌آوری کرده و بسوزاند. یهودیان موفق شدند از پادشاه درخواست تشکیل کمیته‌ای برای بررسی ادعاهای پففرکورن کنند. کمیته‌ای از تمامی دانشگاه‌های معروف آلمان در آن زمان تشکیل شد و به بررسی کتب یهودی پرداخت. در سال ۱۵۱۰ این کمیته علیه یهودیان رای داد و معتقد شد که کتب یهودی دارای مطالب دشمنی با مسیحیان است. شاه دستور داد که تمامی کتابهایی که دارای مطلب توهین‌آمیز هستند نابود شوند؛ ولیکن این دستور نهایتاً لغو شد و کتب یهودی به یهودیان بازگردانده شد.
از این زمان جنگی نوشتاری بین یوهان روشلین که شاه را قانع کرده بود کتب یهودی را به یهودیان بازگرداند و پففرکورن درگرفت. مقاله بعد از مقاله توسط این دونفر در مذمت آن دیگری نوشته شد. در سال ۱۵۲۰ میلادی پاپ لئو دهم وارد این درگیری شد و روشلین را به دلیل طرفداری از یهودیان مجرم دانست.